# Obersiggenthal
Obersiggenthal es una comuna suiza del cantón de Argovia, situada en el distrito de Baden. Limita al norte con las comunas de Endingen y Lengnau, al noreste con Freienwil, al este con Ennetbaden, al sur con Baden, al suroeste con Turgi, al oeste con Untersiggenthal, y al noroeste con Würenlingen.

## Referencias

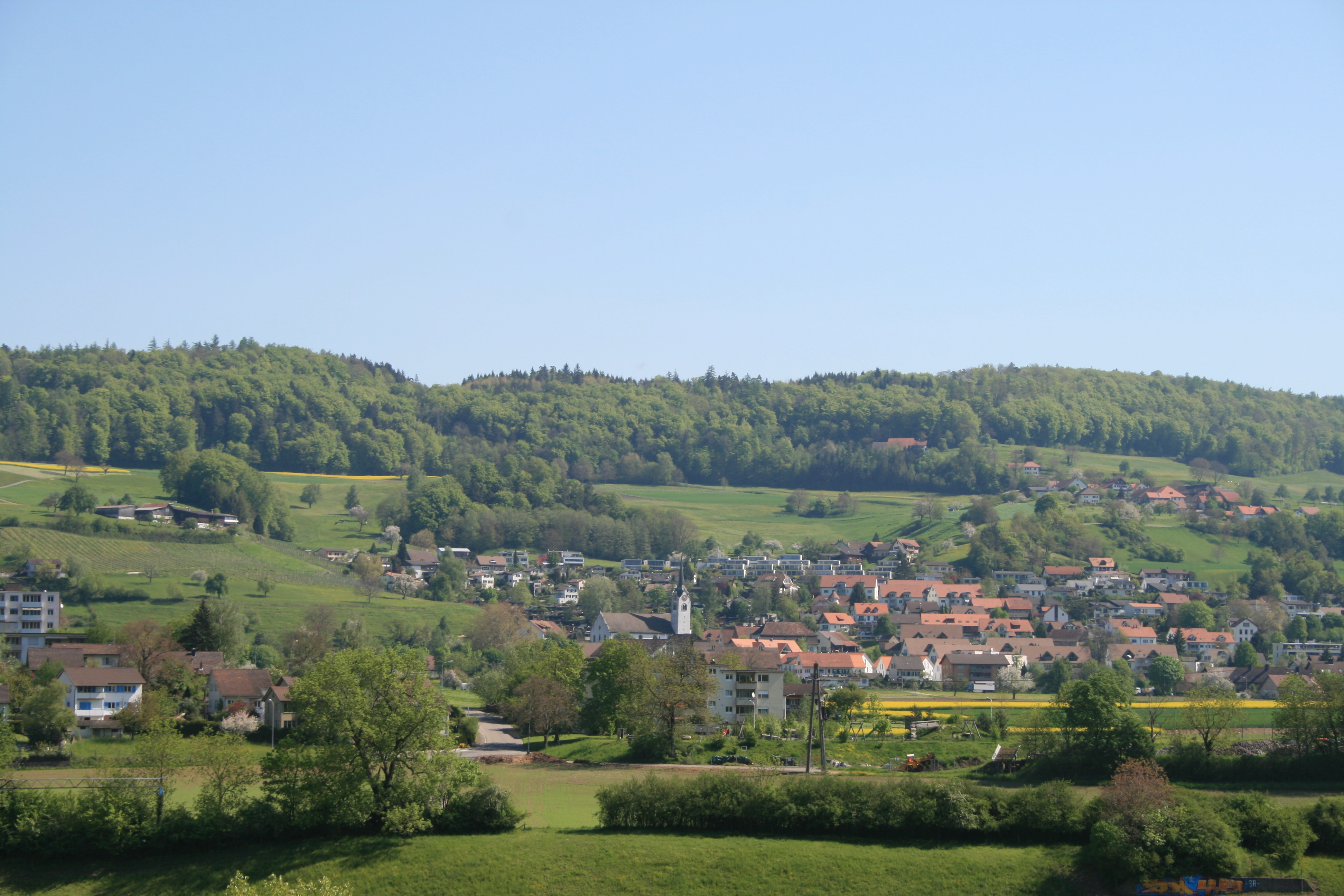
Vista de Obersiggenthal.